# Hariton Prokofjevič Laptev
Hariton Prokofjevič Laptev [haritón prokófjevič láptev] (rusko Харито́н Проко́фьевич Ла́птев), ruski arktični raziskovalec in mornariški častnik, * 1700, † 1763.
Hariton Prokofjevič je nastopil službo kot kadet Ruske vojne mornarice leta 1718, 24. maja 1726 pa je postal pomorski kadet. V letu 1734 je sodeloval v vojni proti privržencem poljskega kralja Leszczyńskega. Zajeli so ga Francozi in ga obsodili na smrt. Po osvoboditvi se je vrnil v vojno mornarico.
Leta 1736 je odšel na reko Don, da bi našel ugodno mesto za gradnjo ladij. V letu 1737 je poveljeval dvorni jahti Dekrone in bil povišan v poročnika.
Med letoma 1739 in 1742 je vodil eno od skupin druge odprave na Kamčatko. Skupaj s Semjonom Ivanovičem Čeljuskinom, geodetom Nikoforom Čekinom in krmarjem Vasilijem Medvedjevom je Laptev opisal polotok Tajmir od ustja reke Katanga do ustja Pjasine in odkril nekaj otokov tega območja. Po odpravi je služil v Baltski floti Ruske vojne mornarice. Obala polotoka Tajmir, rt na polotoku Čeljuskina in nekateri drugi kraji nosijo njegovo ime. Po njem (in njegovem bratrancu Dimitriju Jakovljeviču Laptevu) je bilo imenovano Morje Laptevov.